# Cloondara
Cloondara (irisch Cluain Dá Ráth, deutsch: „Weideland zweier Ráths“; ältere anglisierte Schreibung im 17. Jahrhundert Clonedarragh) ist eine Ortschaft mit zahlreichen umgebenden Townlands im Westen des County Longford im mittleren Binnenland der Republik Irland. Die Ortschaft gehört zum Municipal District von Longford.

## Geografische Lage
Der Ort liegt unmittelbar an der Nationalstraße N5, zwischen Longford (7 Kilometer) im Osten und Castlebar (105 Kilometer) im Westen. Hier münden der Royal Canal und der Camlin in den Shannon, der hier die Grenze zwischen dem County Longford und dem County Roscommen bildet. Hausboote legen hier am Richmond Harbour an.
Umgeben ist die Ortschaft von zahlreichen Mooren, die noch zum Torfabbau genutzt werden.

## Bevölkerung
Die Einwohnerzahl Cloondaras wurde bei der Volkszählung 2016 mit 687 Personen ermittelt. Durch die Neuorganisation der Wahlkreise kann für 2022 keine Angabe gemacht werden.

## Sehenswürdigkeiten
- Zwischen 1830 und 1840 wurde hier die römisch-katholische St. Brendan’s Church errichtet.
- Der Royal Canal Greenway ist ein Grünzug, der auf dem früheren Treidelpfad des Royal Canal entlangführt. Er ist Teil der EuroVelo-2-Route.